# Акасі (Хіоґо)
Акасі (яп. 明石市) — місто в Японії, у префектурі Хьоґо.

## Історія
У період Едо на цьому місці лежав Замок Акасі — центр князівства Акасі. У нинішньому вигляді місто Акасі було засновано 1 листопада 1919 року.

## Географія
Місто розташоване на острові Хонсю в префектурі Хього, регіон Кінкі. З ним межують міста Кобе, Какоґава і села Інамі, Харіма.

## Населення
Станом на 1 жовтня 2017 року кількість населення становить 295 908 особи.

## Освіта
У місті є кампус Хьогського університету (Сестринський колеж (яп. 看護大学) та Вища школа медсестер (яп. 大学院看護学研究科)).

## Спорт
Місто має стадіон «Акасі-Парк» місткістю 20 000 глядачів.